# هجوم إليستانزي العنقودي
هجوم إليستانزي العنقودي هو هجوم وقع في 7 أكتوبر 1999 في الشيشان، عندما أسقطت قاذفتان روسيتان من طراز سوخوي سو-24 عدة قنابل عنقودية على قرية إليستانزي الجبلية.
أدى القصف إلى مقتل ما لا يقل عن 34 شخصًا (48 وفقًا لبعض التقارير) وإصابة ما بين 20 إلى أكثر من 100 شخص في القرية، معظمهم من النساء والأطفال. وبحسب ما ورد قُتل تسعة أطفال على الأقل حين وقعت  قنبلة على المدرسة المحلية. وذكر الشهود والضحايا أنه لم تكن هناك أهداف عسكرية في القرية قبل الهجوم أو وقته. قام ممثلو مجموعة حقوق الإنسان الروسية ميموريال بزيارة إليستانزي بعد وقت قصير من القصف ولم يعثروا على أي دليل على وجود أي  عسكري شيشاني في القرية. 

## روابط خارجية
- تقرير إذاعة صوت أمريكا ، إذاعة صوت أمريكا ، 10/9/1999
- قصف بالسجاد لقرية إليستانجي، 7 أكتوبر 1999 ، الذكرى ، 26 أكتوبر 1999
- الهجوم على قرية إليستانزهي (7 أكتوبر/تشرين الأول) ، منظمة العفو الدولية ، 1 ديسمبر/كانون الأول 1999
- جرائم الحرب الروسية في الشيشان، 1 ، يوتيوب